# Teatro Comunale (Bolonya)
El Teatro Comunale de Bolonya va ser construït per Antonio Galli da Bibbiena en el lloc on es trobava la Domus Aurea dels Bentivoglio, destruïda l'any 1507. Una part de les restes formen part dels actuals Giardini del Guasto, entre via del Guasto i Largo Respighi, on es troba la porta dels artistes.

## Història
El disseny del projecte va ser encarregat a Antonio Galli Bibbiena, la construcció va iniciar-se l'any 1756 i el teatre fou inaugurat el 14 de maig de 1763 amb l'òpera Il trionfo di Clelia amb llibret de Pietro Metastasio i música de Christoph Willibald Gluck.

L'any 1867 va tenir lloc la primera representació italiana de l'òpera Don Carlo de Verdi. Va ser també el primer teatre d'italià en acollir representacions d'òperes de Wagner. Lohengrin (1871), Tannhäuser (1872), Der fliegende Holländer (1877), Tristan und Isolde (1888) o Parsifal (1914) i per això guanyà per a la ciutat una certa fama de «wagneriana». A la tercera representació de Lohengrin hi va assistir Giuseppe Verdi, situat en una de les llotges.

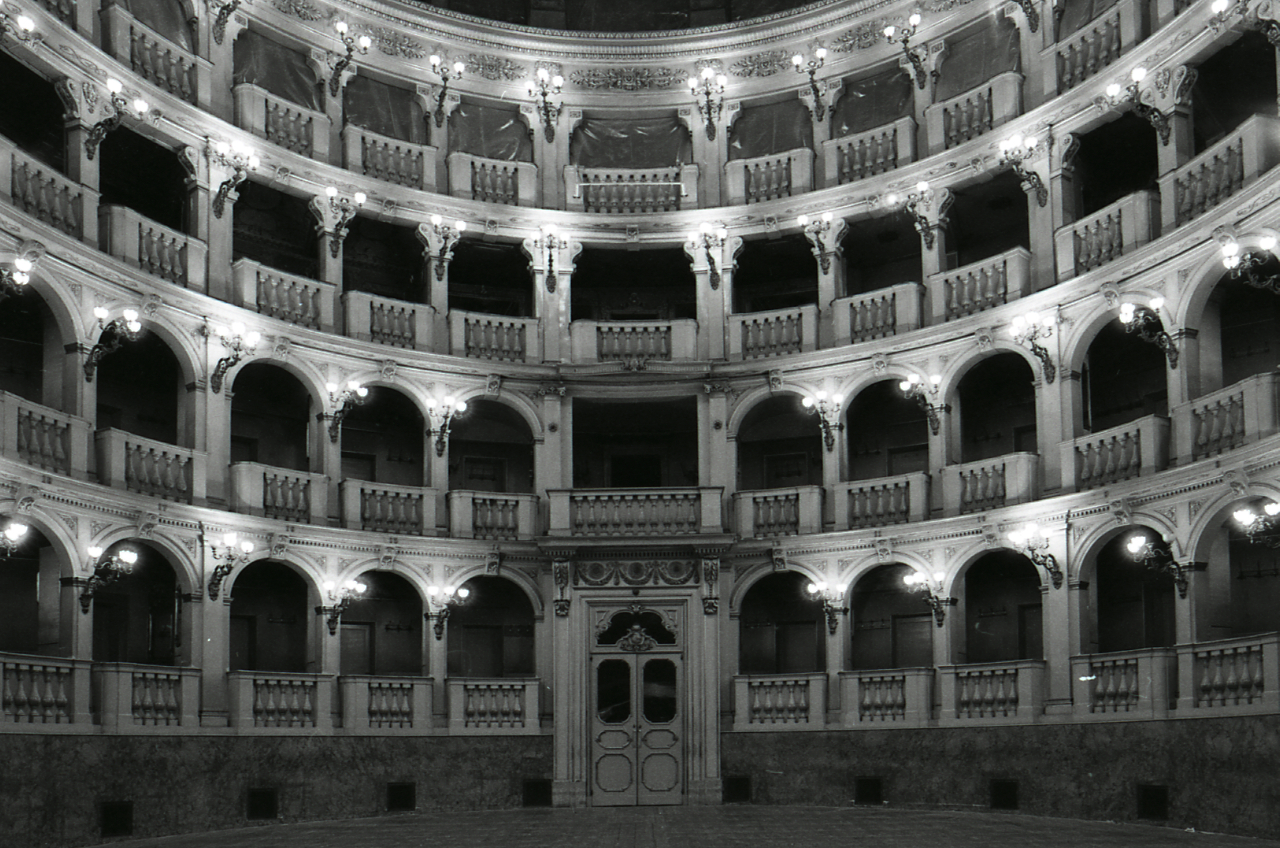
Foto de Paolo Monti (Fondo Paolo Monti, BEIC)

El teatre ha patit diverses modificacions els anys 1818 i 1820, i també l'any 1853, però conserva encara la sala original dissenyada per l'arquitecte.
Cada temporada manté un programa que inclou 80 funcions d'òpera, 30 concerts simfònics i altres tantes representacions de dansa. El teatre du a terme tota mena d'iniciatives d'interès ciutadà, com festivals culturals i activitats de formació per mitjà de l'Escola de l'Òpera, i també de promoció dels nous cantants.

Fotos de Paolo Monti, 1972
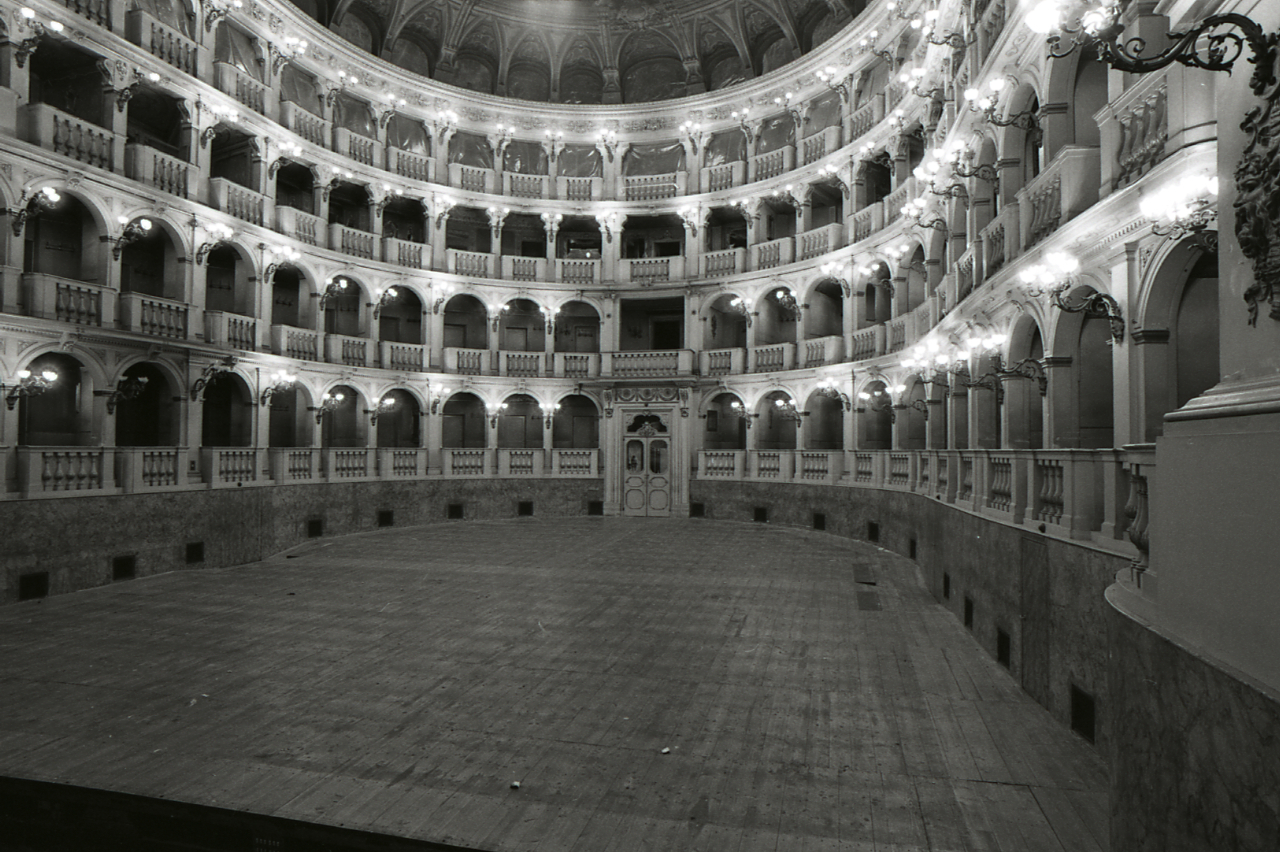
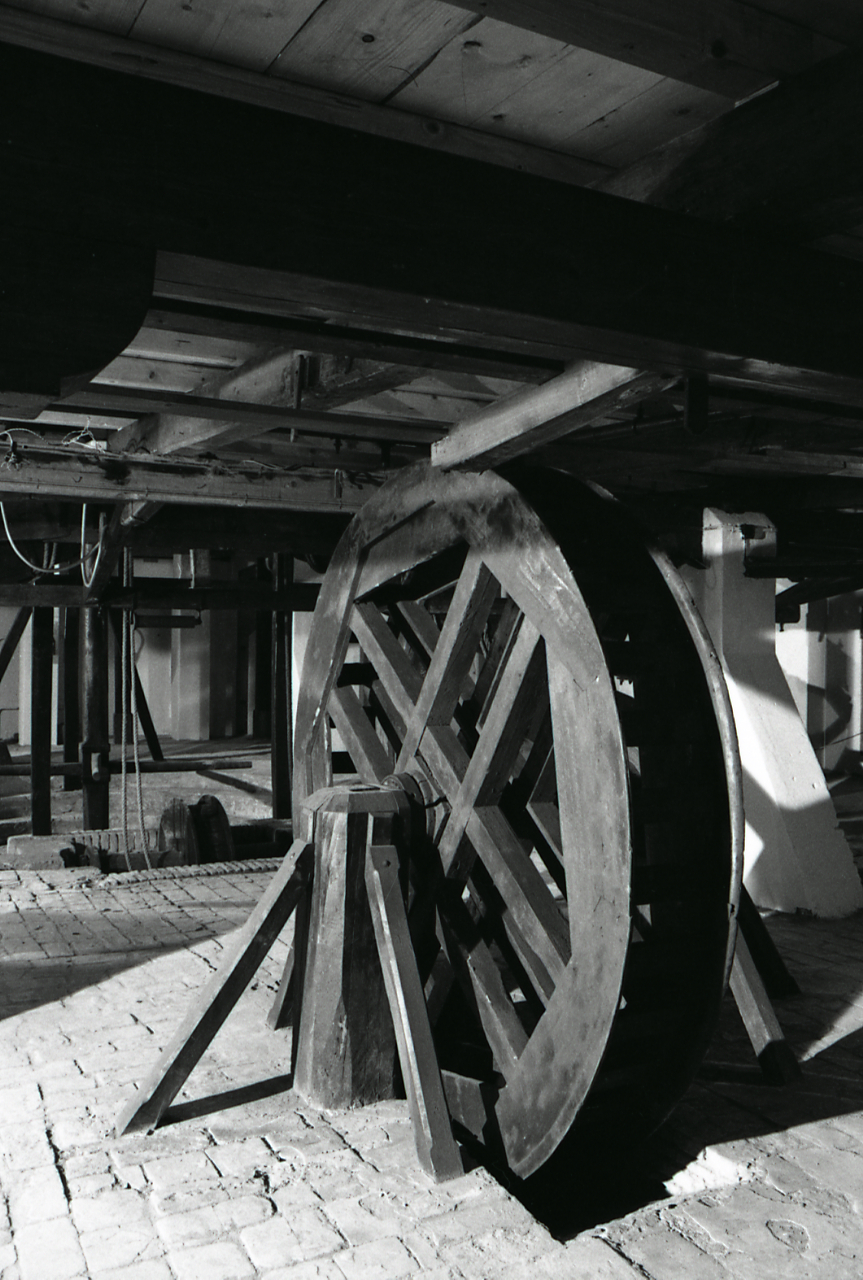
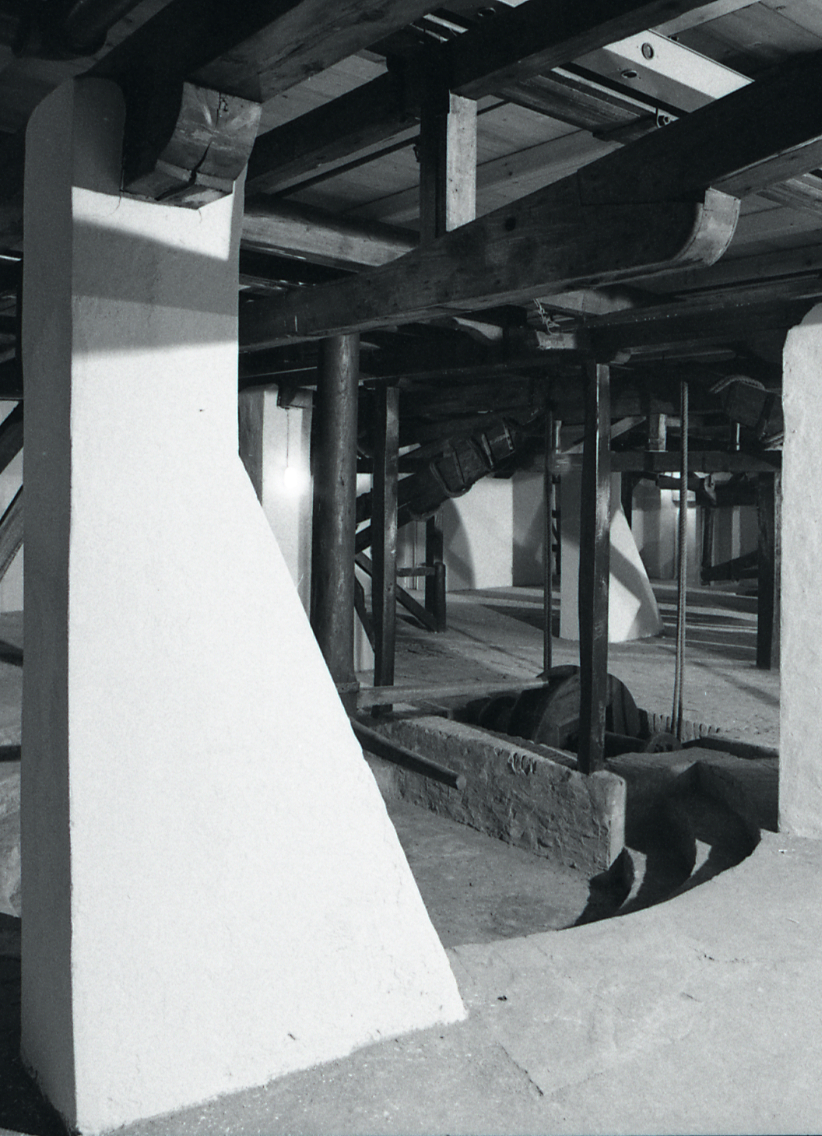